# Michiana Shores (Indiana)
Michiana Shores es un pueblo ubicado en el condado de LaPorte en el estado estadounidense de Indiana. En el Censo de 2010 tenía una población de 313 habitantes y una densidad poblacional de 344,3 personas por km².

## Geografía
Michiana Shores se encuentra ubicado en las coordenadas 41°45′23″N 86°49′5″O / 41.75639, -86.81806. Según la Oficina del Censo de los Estados Unidos, Michiana Shores tiene una superficie total de 0.91 km², de la cual 0.91 km² corresponden a tierra firme y (0%) 0 km² es agua.

## Demografía
Según el censo de 2010, había 313 personas residiendo en Michiana Shores. La densidad de población era de 344,3 hab./km². De los 313 habitantes, Michiana Shores estaba compuesto por el 97.44% blancos, el 0% eran afroamericanos, el 0.32% eran amerindios, el 0% eran asiáticos, el 0% eran isleños del Pacífico, el 0% eran de otras razas y el 2.24% pertenecían a dos o más razas. Del total de la población el 2.88% eran hispanos o latinos de cualquier raza.